# Garrese

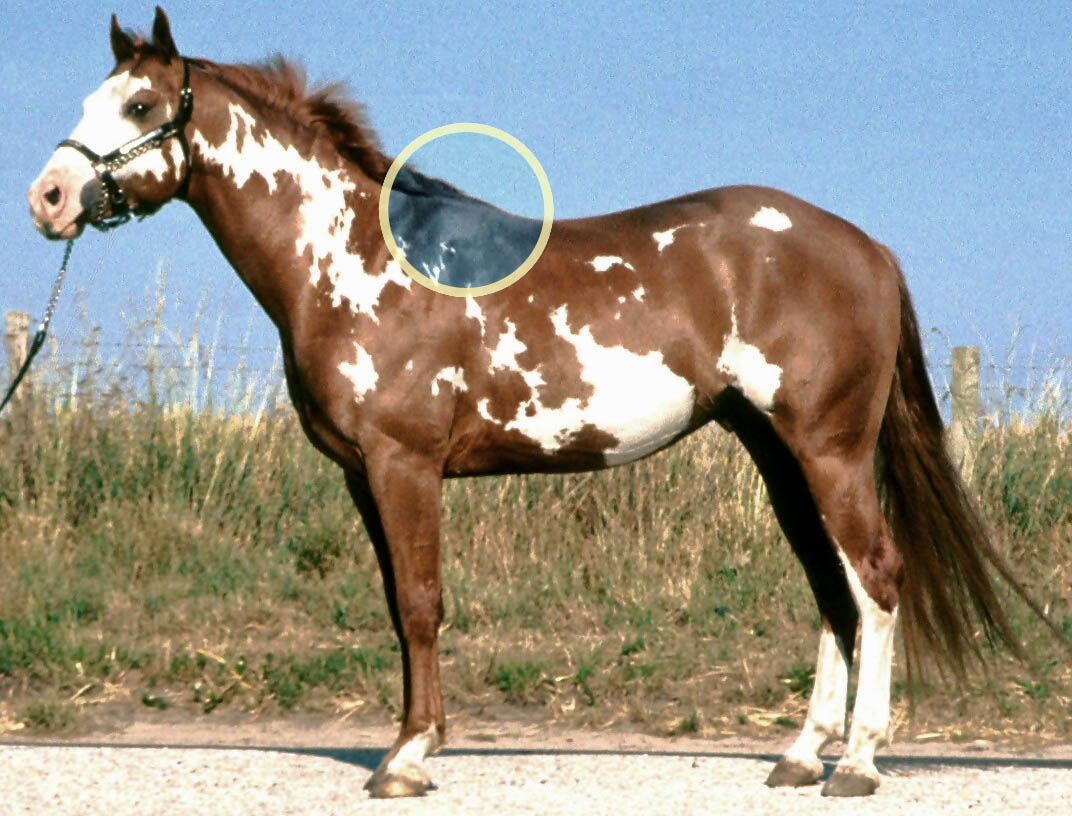
Il cerchio giallo evidenzia la posizione del garrese

Il garrese, nei quadrupedi, è  il punto più alto del dorso; tra il collo e il tronco si trova nella zona di incontro tra collo e scapole, e serve a misurare l'altezza dell'animale.
Nei cavalli e in genere negli animali che portano la sella, il garrese è a rischio di lesioni suppurative necrotiche, dovute al mal posizionamento della sella stessa (in tal caso si parla di guidaleschi), o alla presenza di batteri.
Il tocco del garrese negli equini, bovini e nei cani, stimola il riflesso dorsale e aiuta a diagnosticare la lordosi della colonna vertebrale; negli equini stimola anche il riflesso dei muscoli pellicciai.